# Tiếng Bugis
Tiếng Bugis (Basa Ugi; còn gọi là Bahasa Bugis, Bugis, Bugi, De; mã ISO: bug) là ngôn ngữ của người Bugis là dân tộc cư trú chủ yếu ở phía nam Sulawesi, Indonesia. Có khoảng 5 triệu người sử dụng tiếng Bugis.
Ngôn ngữ này được phân loại là một phần của nhánh Bugis trong chi nhánh Nam Sulawesi thuộc ngữ tộc Malay-Polynesia của ngữ hệ Nam Đảo (Austronesia) .

## Chữ viết
| Bảng Unicode chữ Bugis Official Unicode Consortium code chart Version 12.0 |   |   |   |   |   |   |   |   |   |   |   |   |   |   |   |   |
|                                                                            | 0 | 1 | 2 | 3 | 4 | 5 | 6 | 7 | 8 | 9 | A | B | C | D | E | F |
| U+1A0x                                                                     | ᨀ | ᨁ | ᨂ | ᨃ | ᨄ | ᨅ | ᨆ | ᨇ | ᨈ | ᨉ | ᨊ | ᨋ | ᨌ | ᨍ | ᨎ | ᨏ |
| U+1A1x                                                                     | ᨐ | ᨑ | ᨒ | ᨓ | ᨔ | ᨕ | ᨖ | ◌ᨗ | ◌ᨘ | ᨙ◌ | ◌ᨚ | ◌ᨛ |   |   | ᨞ | ᨟ |